# Podprefektura Tokachi
Podprefektura Tokachi (jap. 十勝総合振興局 Tokachi-sōgō-shinkō-kyoku) – podprefektura w Japonii, na wyspie Hokkaido, odpowiadająca dawnej prowincji Tokachi. Podprefektura ma powierzchnię 10 831,62 km². W 2020 r. mieszkało w niej 332 648 osób, w 152 645 gospodarstwach domowych  (w 2010 r. 348 597 osób, w 147 709 gospodarstwach domowych) .
W jej skład wchodzi 1 większe miasto (shi), 16 mniejszych (chō) i 2 gminy wiejskie (mura).
W podprefekturze znajduje się lotnisko Tokachi-Obihiro, położone w mieście Obihiro.
| Nazwa | Nazwa                     | Nazwa          | Powierzchnia (km²) | Ludność | Kod jednostki | Mapa |
| Polska nazwa | Rōmaji                    | Kanji          | Powierzchnia (km²) | Ludność | Kod jednostki | Mapa |
| --- | ------------------------- | -------------- | ------------------ | ------- | ------------- | ---- |
| Ashoro | Ashoro-chō                | 足寄町         | 1408,04            | 6 563   | 01647         |      |
| Hiroo | Hiroo-chō                 | 広尾町         | 596,54             | 6 387   | 01642         |      |
| Honbetsu | Honbetsu-chō              | 本別町         | 391,91             | 6 618   | 01646         |      |
| Ikeda | Ikeda-chō                 | 池田町         | 371,79             | 6 294   | 01644         |      |
| Kamishihoro | Kamishihoro-chō           | 上士幌町       | 694,23             | 4 778   | 01633         |      |
| Makubetsu | Makubetsu-chō             | 幕別町         | 477,64             | 25 766  | 01643         |      |
| Memuro | Memuro-chō                | 芽室町         | 513,76             | 18 048  | 01637         |      |
| Nakasatsunai | Nakasatsunai-mura         | 中札内村       | 292,58             | 3 884   | 01638         |      |
| Obihiro (stolica) | Obihiro-shi               | 帯広市         | 619,34             | 166 536 | 01207         |      |
| Otofuke | Otofuke-chō               | 音更町         | 466,02             | 43 576  | 01631         |      |
| Rikubetsu | Rikubetsu-chō             | 陸別町         | 608,90             | 2 264   | 01648         |      |
| Sarabetsu | Sarabetsu-mura            | 更別村         | 176,90             | 3 080   | 01639         |      |
| Shihoro | Shihoro-chō               | 士幌町         | 259,19             | 5 848   | 01632         |      |
| Shikaoi | Shikaoi-chō               | 鹿追町         | 402,88             | 5 266   | 01634         |      |
| Shimizu | Shimizu-chō               | 清水町         | 402,25             | 9 094   | 01636         |      |
| Shintoku | Shintoku-chō              | 新得町         | 1 063,83           | 5 817   | 01635         |      |
| Taiki | Taiki-chō                 | 大樹町         | 815,68             | 5 420   | 01641         |      |
| Toyokoro | Toyokoro-chō              | 豊頃町         | 536,71             | 3 022   | 01645         |      |
| Urahoro | Urahoro-chō               | 浦幌町         | 729,85             | 4 387   | 01649         |      |
| Podprefektura Tokachi | Tokachi-sōgō-shinkō-kyoku | 十勝総合振興局 | 10 831,62          | 332 648 | 01630         |      |
| * W podprefekturze znajduje się również jezioro Shikaribetsu (jap. 然別湖 Shikaribetsu-ko) o powierzchni 3,59 km², położone pomiędzy miastami Kamishihoro i Shikaoi. Jego powierzchnia nie jest brana pod uwagę przy podawaniu powierzchni tych miast, lecz brana pod uwagę przy podawaniu powierzchni całej podprefektury. |                           |                |                    |         |               |      |